# Lijst van alumni en medewerkers van de Universiteit Leiden
Dit artikel is een alfabetische lijst van bekende mensen die aan de Nederlandse Universiteit Leiden gestudeerd (alumni), of gewerkt hebben.
- Nobelprijswinnaars zijn aangegeven met het teken van de onderscheiding van deze prijs: .

## Bekende alumni en medewerkers
A
- Piet Aalberse (sr.)
- Piet Aalberse (jr.)
- John Quincy Adams
- Nadine Akkerman
- Nebahat Albayrak
- Ayaan Hirsi Ali
- Bernhard Siegfried Albinus
- Evert Alkema
- Hans Ankum
- Adrienne d'Aulnis de Bourouill
- Pierre Louis d’Aulnis de Bourouill
- Rudy Andeweg
- Frank Martinus Arion
- Jacobus Arminius
- Frederik Mari baron van Asbeck
- Carel Daniël Asser sr.
- Daan Asser
- Tobias Asser

B
- Pieter Baas
- Lourens Baas Becking
- Christine Bakker-van Bosse
- Jan Bank
- Barend Barentsen
- Ton Barge
- Tom Barkhuysen
- Casparus Barlaeus
- Robbert Baruch
- Jacob Beekhuis
- Nicolaas Beets
- Ina van Berckelaer-Onnes
- Helma van den Berg
- Jan Hendrik van den Berg
- Petrus Bertius
- Angel Bermudez
- Gerrit Berveling
- Leonard Besselink
- Manjul Bhargava
- Maarten Biesheuvel
- Kune Biezeveld
- Hester Bijl
- Nico Bloembergen
- Peter Blok
- Niels Blokker
- Frank E. Blokland
- Antoine Bodar
- J.T. Bodel Nijenhuis
- Herman Boerhaave
- Stefaan Van den Bogaert
- Frans de Liagre Böhl
- Frits Bolkestein
- Eduard Bomhoff
- Geerten Boogaard
- Pieter Philip van Bosse
- Ben Bot
- Frits Böttcher
- Bert van den Braak
- Antoine Braet
- Frederik Willem I van Brandenburg
- Douwe Breimer
- Alex Brenninkmeijer
- Ronald Breugelmans
- Nina Brink
- Laurens Jan Brinkhorst
- Ankie Broekers-Knol
- Thomas Browne
- Sebald Justinus Brugmans
- Hans de Bruijn
- Leendert Brummel
- Philippe Buc
- Boudewijn Büch
- Frans van Buchem
- Adriaan de Buck
- Wouter Buikhuisen
- Franco Petri Burgersdijk
- Leendert Burgersdijk
- Petrus Burmannus
- Kofi Abrefa Busia
- Armin van Buuren
- Willem Byvanck

C
- Jacobus Capitein
- Hendrik Casimir
- Alex Geert Castermans
- Kees Cath
- Ludolph van Ceulen
- Bart Chabot
- Jeroen Chorus
- Tineke Cleiren
- Rudolph Pabus Cleveringa
- Dien Cleveringa
- Paul Cliteur
- Carolus Clusius
- Carel Gabriel Cobet
- Johannes Coccejus
- Dolf Cohen
- Cornelia Johanna Jacoba Cohen Stuart
- Prins Constantijn
- Pieter Cort van der Linden
- Herman Coster
- Hendrik Croes
- Armin Cuyvers

D
- Elsemieke Daalder
- Eric Daalder
- Hans Daalder
- Jeanine Daems
- Malcolm Davies
- J.A. Dèr Mouw
- René Descartes
- Nicolaas Diederichs
- René Diekstra
- Edsger Dijkstra
- Ewine van Dishoeck
- Wim van den Doel
- Adriaen van der Donck
- Janus Dousa
- Reinhart Dozy
- Sem Dresden
- Huib Drion
- Eduard Droogleever Fortuyn
- Thijs Drupsteen
- Heleen Dupuis
- Jan Duyvendak

E
- Paul Ehrenfest
- Albert Einstein
- Willem Einthoven
- Rudi Ekkart
- Arjan El Fassed
- Eduard Elias
- George Augustus Eliott
- Afshin Ellian
- Henny Eman
- Adriaan van den Ende
- Johannes Engelfriet
- Thomas Erpenius
- Pieter Nicolaas van Eyck

F
- Cees Fasseur
- Karwan Fatah-Black
- Robert Feenstra
- Enrico Fermi
- Kathleen Ferrier
- Jaap Fischer
- Dirk Fock
- Sybrandus Johannes Fockema Andreae
- Jan Fokkelman
- David Fontijn
- Johannes le Francq van Berkhey

G
- Gwénaël Gaussand
- Jacob Geel
- Ida Gerhardt
- Johannes Gijsius
- Michiel Jan de Goeje
- Jacobus Golius
- Franciscus Gomarus
- H.A. Gomperts
- Cornelis Jacobus Gorter
- Willem Jacob 's Gravesande
- Margo Groenewoud
- Guillaume Groen van Prinsterer
- Isaac Groneman
- Jacobus Gronovius
- Hugo de Groot
- Jan Jakob Maria de Groot
- J.R. de Groot
- Robert van Gulik

H
- Wander Johannes de Haas
- Anton de Haen
- Gijs van Hall
- Hamengkoeboewono IX
- Bas Haring
- Maarten 't Hart
- Carel de Haseth

- François HaverSchmidt
- Erik Hazelhoff Roelfzema
- Gerrit Jan Heering
- Robert Hegnauer
- Daniël Heinsius
- Alexander Heldring
- Pieter Hellendaal
- Tiberius Hemsterhuis
- Jaap van den Herik
- Larissa van den Herik
- Paul Hermann
- Ejnar Hertzsprung
- Gerrit Jan van Heuven Goedhart
- Paul van der Heijden
- Nina den Heyer
- Jaap Hijma
- Ayaan Hirsi Ali
- Nicole Hoevertsz
- Jacobus Henricus van 't Hoff
- Gijsbert Karel van Hogendorp
- Rikki Holtmaat
- Ewoud Hondius
- Jaap de Hoop Scheffer
- Philip Houwing
- Johan Huizinga
- Mariska Hulscher
- Christiaan Huygens

I
- Vincent Icke
- Charlotte Insinger
- Leopold van Itallie

J
- Marius Jacobs
- Huub Jansen
- Gerbrand Jelgersma
- Folkert Jensma
- Eva Jinek
- Willem Jonckbloet
- Lex Jongsma
- P.E. de Josselin de Jong
- Koningin Juliana

K
- Frederik Kaiser
- Kees Kalkman
- Heike Kamerlingh Onnes
- Egbert van Kampen
- Wanda de Kanter
- Annelien Kappeyne van de Coppello
- Jan Kappeyne van de Coppello
- Jos Kapteyn
- Joost Karhof
- Gerrit Willem Kastein
- Jacobus Mattheüs de Kempenaer
- Hendrik Kern
- Jan Keunen
- Israël David Kiek
- Elselijn Kingma
- Andreas Kinneging
- A.W. Kist
- Wim Kist
- Florentius Cornelis Kist (1796-1863)
- Florentius Cornelis Kist (1909-1995)
- Herman Jacob Kist
- Jacob Kistemaker
- Johan Klein Haneveld
- André Köbben
- Victoria Koblenko
- Tom Kok
- Henk Koning
- Han van Konijnenburg-van Cittert
- Ruud Koole
- Ton Koopman
- Sven Koopmans
- Tjalling Koopmans
- Egbert Koops
- Herke Kranenborg
- Yvonne Kroonenberg
- Abraham Kuenen
- D.J. Kuenen
- Johannes Petrus Kuenen
- Martin Kuijer
- Pieter Jan Kuijper
- Abraham Kuyper

L
- Lousewies van der Laan
- Herman Johannes Lam
- Alfons Lammers
- Robine de Lange-Tegelaar
- Richard Lauwaars
- Rick Lawson
- Lammert Leertouwer
- Boeli van Leeuwen
- Ingrid Leijten
- Hendrik Lenstra
- J.H. Leopold
- Joanne van der Leun
- Willem Levelt
- Titia Loenen
- Hendrik Lorentz
- Arie van der Lugt
- Arend Lijphart

M
- Cornald Maas
- Herman Hendrik Maas
- George Maduro
- Vanessa Mak
- Karel Paul van der Mandele
- Rutsel Martha
- Tanja Masson-Zwaan
- Peter Meel
- Jonas Daniël Meijer
- Eduard Meijers
- Fred Melai
- Anne Meuwese
- Luuk van Middelaar
- Kornelis Heiko Miskotte
- Anthony Modderman
- Michiel Mol
- Philipp Christiaan Molhuysen
- Gerard Mom
- Hubertus van Mook
- Martin Jan van Mourik
- Victor Muller
- Alexander Münninghoff
- Piet Muntendam
- Pieter van Musschenbroeck

N
- Willem Nagel
- Willem Frederik van Nassau-Dietz
- Nelson Navarro
- Helma Neppérus
- Hans Nieuwenhuis
- Janne Nijman
- Eppo van Nispen tot Sevenaer
- Nelleke Noordervliet
- Raden Mas Noto Soeroto

O
- Jan Hendrik Oort
- Frits van Oostrom
- Scato van Opstall
- Alexander van Oranje-Nassau
- Beatrix van Oranje-Nassau
- Constantijn van Oranje-Nassau
- Floris van Oranje-Nassau
- Frederik van Oranje-Nassau
- Juliana van Oranje-Nassau
- Willem-Alexander van Oranje-Nassau
- Ivo Opstelten
- Willem Otterspeer
- Annetje Ottow
- Hans Ouwerkerk
- Adolf van Oven
- Julius van Oven

P
- Sjuul Paradijs
- Taida Pasić
- Pieter Pauw
- Alexander Pechtold
- Christiaan Hendrik Persoon
- Michiel Pestman
- Pieter Pestman
- Mariko Peters
- Herman Philipse
- Aäron Adolf de Pinto
- Abraham de Pinto
- Ronald Plasterk
- Willem Pluygers
- Gerrit van Poelje
- Judith Pollmann
- Teunis Potjewijd

Q
- Lili Quarles van Ufford

R
- Samira Rafaela
- Trix Rank-Berenschot
- Hans Ras
- Lodewijk Willem Ernst Rauwenhoff
- Kees Reedijk
- Caspar Georg Carl Reinwardt
- Patricia Remak
- Caspar Reuvens

- Karel van het Reve
- David Van Reybrouck
- Hendrik Rudolph Ribbius
- Karel van Rijckevorsel
- Rembrandt van Rijn
- Bastiaan Rijpkema
- Jorrit Rijpma
- Madzy Rood-de Boer
- Jon van Rood
- Clémence Ross-van Dorp
- Meinoud Rost van Tonningen
- Jessica Roitman
- Adriaan van Royen
- David van Royen (jr.)
- David van Royen (sr.)
- David Ruhnken
- Mark Rutte
- Charles Ruijs de Beerenbrouck
- Raimond de Ruyter van Steveninck

S
- Stefan Sagel
- Ivo Samkalden
- Mounir Samuel
- Hendricus Gerardus van de Sande Bakhuyzen
- Gerard Sandifort
- Samuel Sarphati
- Ali Sastroamidjojo
- Josephus Justus Scaliger
- Sierd Schaafsma
- Elisabeth Schadee-Hartree
- Alfred Schaffer
- Hein Schermers
- Rutger Jan Schimmelpenninck
- Edith Schippers
- Gustaaf Schlegel
- Hermann Schlegel
- Ariadne Schmidt
- Carel Jan Schneider
- Frans van Schooten
- Anne Schot
- Kees Schulten
- Melanie Schultz van Haegen - Maas Geesteranus
- Kees Schuyt
- Carl Otto Segers
- Pieter Serrurier (Petrus Serrarius)
- Tietse Pieter Sevensma
- Cornélie Jeanne Louise Mathilde Sickinghe
- Feio Sickinghe
- Rudolph Sickinghe
- Matthijs Siegenbeek
- John Sims
- Willem de Sitter
- Soetan Sjahrir
- Jan Maarten Slagter
- Bernard Slicher van Bath
- Piet Jan Slot
- Maria van der Sluijs-Plantz
- Jacques Sluysmans
- Ionica Smeets
- Erik Smets
- Ben Smulders
- Johannes Snippendaal
- Willebrord Snel van Royen
- Rudolph Snel van Royen
- Christiaan Snouck Hurgronje
- Gerard Soeteman
- Mirjam Sombroek-van Doorm
- Chris Soumokil
- Jop Spruit
- Cornelis van Steenis
- Simon Stevin
- Coen Stibbe
- Max van der Stoel
- Frederik August Stoett
- Bram van der Stok
- Carel Stolker
- Teun Struycken (1873-1923)
- Teun Struycken (1969)
- Willem Frederik Reinier Suringar
- Jan Swammerdam
- Gerard van Swieten
- Franciscus de le Boë Sylvius
- Albert Szent-Györgyi

T
- Morris Tabaksblat
- Naema Tahir
- Igor Tamm
- Willem Teellinck
- Ben Telders
- Erica Terpstra
- Karlijn Teuben
- Cornelis Petrus Tiele
- Johan Rudolph Thorbecke
- Willem Thorbecke
- Robert Tijdeman
- Christiaan Timmermans
- Jan Tinbergen
- Niko Tinbergen
- Soesanto Tirtoprodjo
- Herman Tjeenk Willink
- Sylvia Tóth
- Melchior Treub
- Franca Treur
- Aleid Truijens

U
- C.C. Uhlenbeck
- E.M. Uhlenbeck
- Maria Ullfah Santoso
- Gerard Unger
- Jerfi Uzman

V
- Lodewijk Caspar Valckenaer
- M. Vasalis
- Henk te Velde
- Ronald Venetiaan
- Maxime Verhagen
- Luc Verhey
- Paul Verhoeven
- Pieter verLoren van Themaat
- Robert Vermeiren
- Ton Vermeulen
- Rob Verpoorte
- Xander Verrijn Stuart
- Albert Verwey
- Pieter Johannes Veth
- Pierre Vinken
- Arnold Vinnius
- Wilhelm Helenus van Vloten
- Willem Vogelsang
- Cornelis van Vollenhoven
- Pieter van Vollenhoven
- Freek Vonk
- Roos Vonk
- Marijke Vos
- Ann Vossen
- Isaac Vossius
- Gerardus Vossius
- Loek Vredevoogd
- Jan de Vries
- Jouke de Vries
- Gijs de Vries
- Martine C. de Vries
- Matthias de Vries
- Willem Hendrik de Vriese
- Bettine Vriesekoop
- Bonaventura Vulcanius

W
- Johannes Diderik van der Waals
- Willem Wagenaar
- Johannes Walaeus
- Unico van Wassenaer
- Nout Wellink
- Christiaan Weijts
- Arent Jan Wensinck
- Henk Wesseling
- Evelyn Wever-Croes
- Herman Bernard Wiardi Beckman
- Jan-Kees Wiebenga
- Nicolaes Witsen
- Hendrik Cornelis Dirk de Wit
- Johan de Witt
- Guido van Woerkom
- Dirk Wolthekker
- Lodewijk Woltjer
- Berber van der Woude
- Christine Wttewaall van Stoetwegen
- Daniël Wyttenbach

Z
- Pieter Zeeman
- Tim de Zeeuw
- Guus Zoutendijk
- Erik Zürcher
- Erik-Jan Zürcher
- Willem Zwalve
- Marten Zwanenburg

### In fictie
- Gulliver, Lemuel (arts in Gulliver's Travels van Jonathan Swift, 1726)